# Giovanni Battista Borghi
Giovanni Battista Borghi (Camerino, 25 agosto 1738 – Loreto, 25 febbraio 1796) è stato un compositore italiano.

## Biografia
Ricevette la sua formazione musicale dal 1757 al 1759 al Conservatorio della Pietà dei Turchini di Napoli. In seguito prestò servizio come maestro di cappella dal 13 settembre 1759 e al 15 gennaio 1778 presso la Cattadrele di Orvieto e dal 1778 fino alla morte presso la Santa Casa di Loreto, succedendo così al teorico e compositore Andrea Basili. Inoltre dal 1759 fu frequentemente in viaggio per rappresentare le proprie opere a Venezia, Firenze, Roma e altre città italiane (non risulta certo che abbia soggiornato anche a Vienna e in Russia).
Nei primi 15 anni di attività operistica del Borghi vedono la luce un egual numero di opere buffe (farse e intermezzi) e di opere serie (drammi per musica), mentre dal 1777 in poi egli si occupò esclusivamente dell'opera seria. I suoi drammi per musica, soprattutto quelli degli anni '70, sono caratterizzati da arie estremamente lunghe, terzi atti corti con cavatine, lunghi balletti e trii e duetti che concludono il primo e secondo atto; tuttavia le opere serie composte negli anni '90 presentano parecchi cambiamenti: l'introduzione diventa parte dell'opera stessa, i recitativi accompagnati aumentano e il coro assume una parte sempre più maggiore. Le sue opere comiche, invece, iniziano con introduzioni statiche, procedono con una successione alternata di recitativi ed arie e si concludono con un finale che presenta un numero sempre maggiore di parti.
Borghi fu un tipico rappresentante del XVIII secolo e il suo stile, grazie alla propria chiarezza e leggerezza, fu molto apprezzato dai contemporanei. Infatti così lo descriveva l'imparziale Basili: non dotto, né originale compositore, ma un abile artefice, che, secondando il gusto predominante ... incontrò, il più delle volte, il favore del pubblico.

## Lavori

### Opere
Sono note 24 opere di G.B. Borghi: l'anno e la città sono riferiti alla prima rappresentazione.
- Adriano in Siria (opera seria, libretto di Pietro Metastasio, 1758, Teatro Regio di Torino diretta da Giovanni Battista Somis con Gaetano Guadagni)
- Il tutore deluso (intermezzo, libretto di A. Gatta, 1762, Lucca)
- Le nozze disturbate (farsetta, libretto di A. Gatta, 1762, Firenze)
- Merope (dramma per musica, libretto di Apostolo Zeno, 1768, Roma)
- Alessandro in Armenia (dramma per musica, libretto di C. Doriano, 1768, Venezia)
- La schiava amorosa (farsetta, libretto di Marcello Bernardini, 1770, Roma)
- L'amore in campagna (Le villanelle innamorate) (farsetta, libretto di Pietro Chiari, 1771, Roma)
- Siroe (dramma per musica, libretto di Pietro Metastasio, 1771, Venezia)
- Le avventure di Laurina (intermezzo, 1772, Roma)
- Il trionfo di Clelia (dramma per musica, libretto di Pietro Metastasio, 1773, Teatro San Carlo di Napoli con Gaspare Pacchierotti)
- Ricimero (dramma per musica, libretto di Francesco Silvani, 1773, Venezia)
- Il filosofo amante (farsetta, 1774, Roma)
- Artaserse (dramma per musica, libretto di Pietro Metastasio, 1775, Venezia) al Teatro San Benedetto con Giacomo David
- La donna instabile (dramma giocoso, libretto di Giovanni Bertati, 1776, Venezia)
- Gli tre pretendenti (dramma giocoso, libretto di Giovanni Bertati, 1777, Bologna)
- Creso, re di Lidia (dramma per musica, libretto di Giovacchino Pizzi, 1777, Firenze)
- Eumene (opera seria, libretto di Apostolo Zeno, 1777, Venezia) al Teatro San Benedetto con Giacomo David
- Tito Manlio (dramma per musica, libretto di Gaetano Roccaforte, 1780, Roma)
- Quinto Fabio (dramma per musica, basato sul libretto Lucio Papirio dittatore di Apostolo Zeno, 1781, Firenze)
- Arbace (dramma per musica, libretto di Gaetano Sertor, 1782, Venezia)
- Piramo e Tisbe (dramma per musica, libretto di Gaetano Sertor, 1783, Firenze)
- Olimpiade (opera seria, libretto di Pietro Metastasio, 1784, Modena)
- La morte di Semiramide (tragedia, libretto di Simeone Antonio Sografi, da Pietro Giovannini, 1791, Teatro alla Scala di Milano)
- Egilina (opera seria, libretto di Angelo Anelli, 1793, Milano)